# Iris pallasii
Iris pallasii là một loài thực vật có hoa trong họ Diên vĩ. Loài này được Fisch. ex Trev. miêu tả khoa học đầu tiên.